# 3-alfa reakce

Schema 3-alfa reakce.

3-alfa reakce (3 alfa reakce, 3α reakce, Salpeterův proces) je řada několika reakcí při nichž ze tří heliových jader (alfa částic) vzniká jádro uhlíku. K této reakci dochází ve starších hvězdách, které opouštějí hlavní posloupnost a již nemají dostatek vodíku pro udržení proton-protonového cyklu ve svém jádře.

## Charakteristika
Při této situaci dochází ke kolapsu jádra a vzrůstu teploty v centrální části až řádově na ~100×106 K. V tomto okamžiku mají heliová jádra dostatečnou kinetickou energii, aby mohla projít coulombovou bariérou a spojením dvou heliových jader dochází ke vzniku jádra berylia.
Toto beryliové jádro je nestabilní (poločas rozpadu 6,7×10−17 s) a samovolně by se rozpadlo zpět na dvě heliová jádra. Předcházející reakce však probíhá dostatečně rychle, aby v jádře hvězdy bylo stále trochu jader berylia. Ta se mohou sloučit s dalším heliovým jádrem za vzniku stabilního jádra uhlíku.
Celková energie uvolněná při těchto dvou reakcích je 7,275 MeV.
U hvězd s hmotností do 2,25 hmotnosti Slunce dochází po spálení vodíku v jádře k elektronové degeneraci plynu. Zapálení 3-alfa reakce vede k prudkému rozšíření této reakce po celém jádře a celkovému zvýšení jeho teploty. Při tomto procesu trvajícím několik sekund a nazývaném heliový záblesk dojde ke spálení 60 - 80 % helia v jádře.